# خلل تكون هرمونات الدرقية
خلل تكون هرمونات الدرقية أو خلل تكون هرمونات الغدة الدرقية (بالإنجليزية: Thyroid dyshormonogenesis)‏ هيَ حالة نادِرة تحدث بسبب وجود عَيب وراثي في تصنيع هرمونات الغُدة الدرقية. غالباً ما يحدث لدى المرضى تضخُم وَقصور في الدرقية.

## الأنواع
يَرتبط أحد الأشكال العائلية لهذا المَرض مَع صمم عصبي حسي (متلازمة بيندريد). تتضمن الوراثة المندلية البشرية عبر الإنترنت ما يَلي:
| النوع | OMIM             | الجين                   |
| ----- | ---------------- | ----------------------- |
| 1     | 274400           | مراحل يوديد الصوديوم    |
| 2A    | 274500           | بيروكسيداز الدرقية      |
| 2B    | 274600 (Pendred) | بيندرين                 |
| 3     | 274700           | ?                       |
| 4     | 274800           | نازعة يود اليودوتيروزين |
| 5     | 274900           | ?                       |
| 6     | 607200           | ديول أوكسيديز 2         |